# ChildFund Deutschland
Die Kinderschutzorganisation ChildFund Deutschland e. V. ist eine deutsche nichtstaatliche Organisation der Entwicklungszusammenarbeit, die sich seit 1978 für in Not geratene Kinder und ihre Familien einsetzt. Der Verein wurde im Jahr 1978 in Nürtingen als CCF Kinderhilfswerk gegründet.
Im Mittelpunkt der Projektarbeit des Vereins stehen dabei die Bereiche Bildung, Ernährung, Existenzsicherung, Frauenförderung, Gesundheit und Kinderschutz. Ziel von ChildFund Deutschland ist die nachhaltige Verbesserung der Zukunftschancen der Betroffenen sowie der gesamten Gemeinschaften im Umfeld.

## Organisation und Vereinsstruktur
ChildFund Deutschland ist ein eingetragener Verein und damit rechtlich, organisatorisch und finanziell unabhängig. Die Organisation initiiert und begleitet Projekte der Entwicklungszusammenarbeit, die dem Bedarf in den jeweiligen Projektländern entsprechen. Dabei ist die Kinderschutzorganisation Teil eines globalen Netzwerkes, der ChildFund Alliance.

### Finanzierung
Das Engagement von ChildFund Deutschland finanziert sich zum Großteil aus Patenschaften und anderen Spendengeldern. Darüber hinaus wird die Organisation regelmäßig durch öffentliche Mittel und Zuwendungen von Stiftungen unterstützt. Im Jahr 2022 kamen über neun Millionen Euro der Einnahmen aus Spendenerträgen (2021: 6,368 Millionen Euro). Knapp drei Millionen Euro (2021: 3,301 Millionen Euro) der fast 12 Millionen Euro (2021: 10,772 Millionen Euro) Gesamteinnahmen stammte von öffentlichen Gebern, wobei das Bundesministerium für wirtschaftliche Zusammenarbeit und Entwicklung (BMZ) vor dem Auswärtigen Amt der größte öffentliche Mittelgeber war.
Aus dem Jahresabschlussbericht 2022 geht zudem hervor, dass in dem gleichen Zeitraum die Ausgaben von ChildFund Deutschland bei guten 11,7 Millionen Euro (2021: 10,502 Millionen Euro) lagen. Mit knapp 9,5 Millionen Euro (2021: 8,456 Millionen Euro) entfiel der größte Anteil der Ausgaben auf die Förderung von Projekten. Für die Begleitung der Projekte fielen knapp 600 Tausend Euro (2021: 502 Tausend Euro) an. Die Betriebskosten beliefen sich auf knapp eine Million Euro (2021: 910 Tausend Euro), die Kosten für den Mittelerwerb auf gute 700 Tausend Euro (2021: 489 Tausend Euro).

### Ziele und Strategien
Mit langfristigen Patenschaftsprojekten setzt sich ChildFund Deutschland dafür ein, Familien zu stärken, ihnen wirtschaftliche Unabhängigkeit zu ermöglichen und auf diesem Weg die Lebensbedingungen und Entwicklungschancen ganzer Gemeinschaften zu verbessern.

### Mitgliedschaften und Netzwerke
ChildFund Deutschland arbeitet mit vielen Partnern zusammen – sowohl auf internationaler als auch auf nationaler Ebene. Auf internationaler Ebene ist dies vor allem die ChildFund Alliance, ein Verbund von Kinderschutzorganisationen, die sich gemeinsam für die Rechte und Entwicklungschance von Kindern starkmachen und ihnen in Gremien und Aktionsbündnissen eine Stimme geben. Das 2002 gegründete Netzwerk umfasst aktuell 11 Kinderschutzorganisationen aus ebenso vielen Ländern: barnfonden (Schweden), ChildFund Australia, ChildFund Deutschland, ChildFund International USA, ChildFund Japan, ChildFund Korea, ChildFund New Zealand, Children Believe (Kanada), educo (Spanien), Un Enfant par la Main (Frankreich) und WeWorld (Italien).

## Geschichte
ChildFund Deutschland wurde am 17. Januar 1978 als CCF Kinderhilfswerk von Astrid Greiner gegründet. Über die Jahre hat sich die Organisation weiterentwickelt und vergrößert. Aktuell (Stand 2022) hilft die Organisation 250.484 Menschen in 32 Ländern mit der Unterstützung von über 15.500 Spendern.

## Kritik
Das ehemalige Informationsportal CharityWatch.de kritisierte ChildFund Deutschland bezüglich dessen Ehrlichkeit bei der Spendenwerbung und der Höhe der Verwaltungskosten. So hieß es im Jahr 2010 unter dem Artikel „Spendensiegel trotz Spendertäuschung“, dass die Finanzzahlen „geheime Verschlusssache“ seien und auch bei den Verwaltungs- und Werbekosten falsche Angaben seitens ChildFund Deutschland gegeben wurden. Dies sei eine Missachtung der Vorgaben des Dachverbandes VENRO und führe zu einer Täuschung der Spender.
ChildFund Deutschland selbst widersprach diesen Vorwürfen in einem Statement und stellte die klaren Verhältnisse der Organisation klar. Argumente dafür waren unter anderem die jährliche Prüfung der Jahresabschlüsse durch einen Wirtschaftsprüfer sowie das Spendensiegel des Deutschen Zentralinstituts für Soziale Fragen (DZI).